# Červnové povstání (Bulharsko)

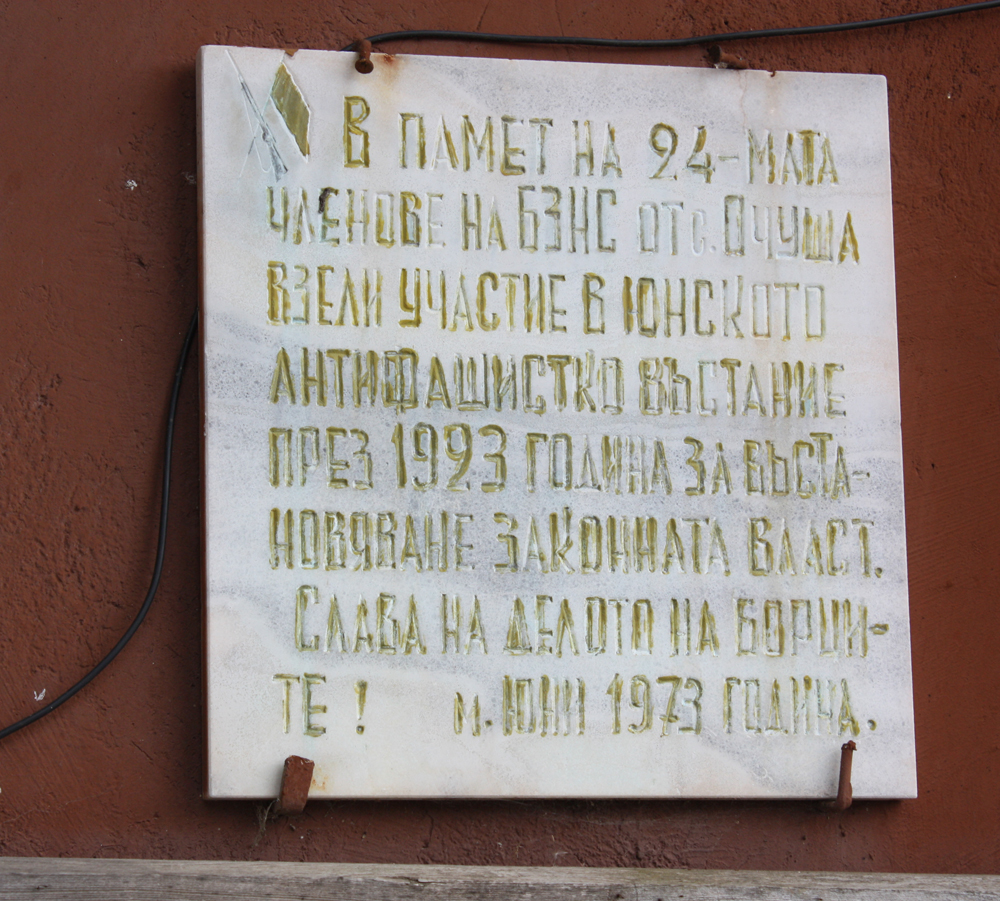
Pamětní deska připomínající Červnové povstání bulharského venkova

Červnové povstání (bulharsky: Юнско въстание) bylo povstání bulharského venkova, které vypuklo hned po státním převratu dne 9. června 1923. Povstání bylo v bulharské historiografii po roce 1945 považováno za zorganizované protifašistické povstání.[zdroj?]
Bulharská komunistická strana v povstání zastávala neutrální pozici když prohlásila, že v povstání jde o otázku rozdělení moci mezi městskou a vesnickou buržoazii. I přesto, že v povstání chyběla organizace, která by spolčovala povstalců do jedné skupiny, lidé se rozhodli do povstání jít sami. Navíc Bulharský lidový zemědělský svaz a jeho přívrženci sdružení v tzv. oranžové armádě, která měla za úkol upevnit moc agrární strany Alexandra Stambolijského, nebyli schopni zorganizovat odpor proti státnímu převratu v zemi ze dne 9. června 1923. Oranžová armáda byla poražena a její členové byli zajati.

## Průběh povstání
Nejsilnější protesty se uskutečnily v Plevenské oblasti, kdy ve dnech 9. - 10. června 1923, kdy se venkovské obyvatelstvo pod vedením agrárníků Georgiho Kočeva a Coňo Matova spontánně vzbouřilo na několika místech najednou. O den později (11. červen 1923) předseda místní organizace BKS Asen Chalačev i přesto, že ÚV KSB je v neutralitě, v Plevenu vyhlásil rovněž povstání. Povstalci obsadili téměř celé město. Ještě v ten samý den na příkaz člena ÚV KSB Todora Lukanova byly zastaveny všechny vojenské operace a do večera vojska bulharské armády zlomila odpor ve vesnicích v celé Plevenské oblasti. Boje pokračovaly v Loveči, kde se obklíčených asi 2000 povstalců bránilo ještě čtyři dny. Úspěšně si armáda bulharské vlády počínala i v Šumenské a Tărnovskej oblasti, kde rodící se povstání rychle potlačila a povstalce rozehnala.
Pod vedením Alexandra Stambolijskeho 10. června 1923 povstali i obyvatelé okolí města Pazardžik. Ti však byli hned druhý den poraženi po operaci provedené bulharskou armádou. Alexandar Stambolijski byl 14. června 1923 - jeho hlavu přinesli jako důkaz potlačení povstání předsedovi vlády Alexandru Cankovi.

## Výsledek povstání
Po potlačení povstání se v Bulharsku rozmohl teror. Mnoho aktivistů z agrární strany jejího bývalého předsedy Alexandra Stambolijskeho a BKS bylo zatčeno a bez trestu odsouzeno k zastřelení. Příčinou neúspěchu povstání byla nekoordinovanost společných kroků agrární strany a bulharských komunistů a také neutrální pozice ÚV KSB, která vyplývala ze špatných vztahů mezi oběma stranami během vlády Alexandra Stambolijského. Po skončení povstání byla upevněna moc cara.